# Grands moulins de Paris
Pour les articles homonymes, voir Grands Moulins de Paris (homonymie).

Les grands moulins de Paris, ou simplement Grands Moulins, sont une ancienne minoterie industrielle créée à Paris lors de la Première Guerre mondiale, aujourd'hui réhabilitée en bâtiments universitaires. Ils se situent sur le quai Panhard-et-Levassor, au sein de l’opération d'aménagement Paris Rive Gauche, dans le quartier de la Gare du 13e arrondissement.

## Historique et description

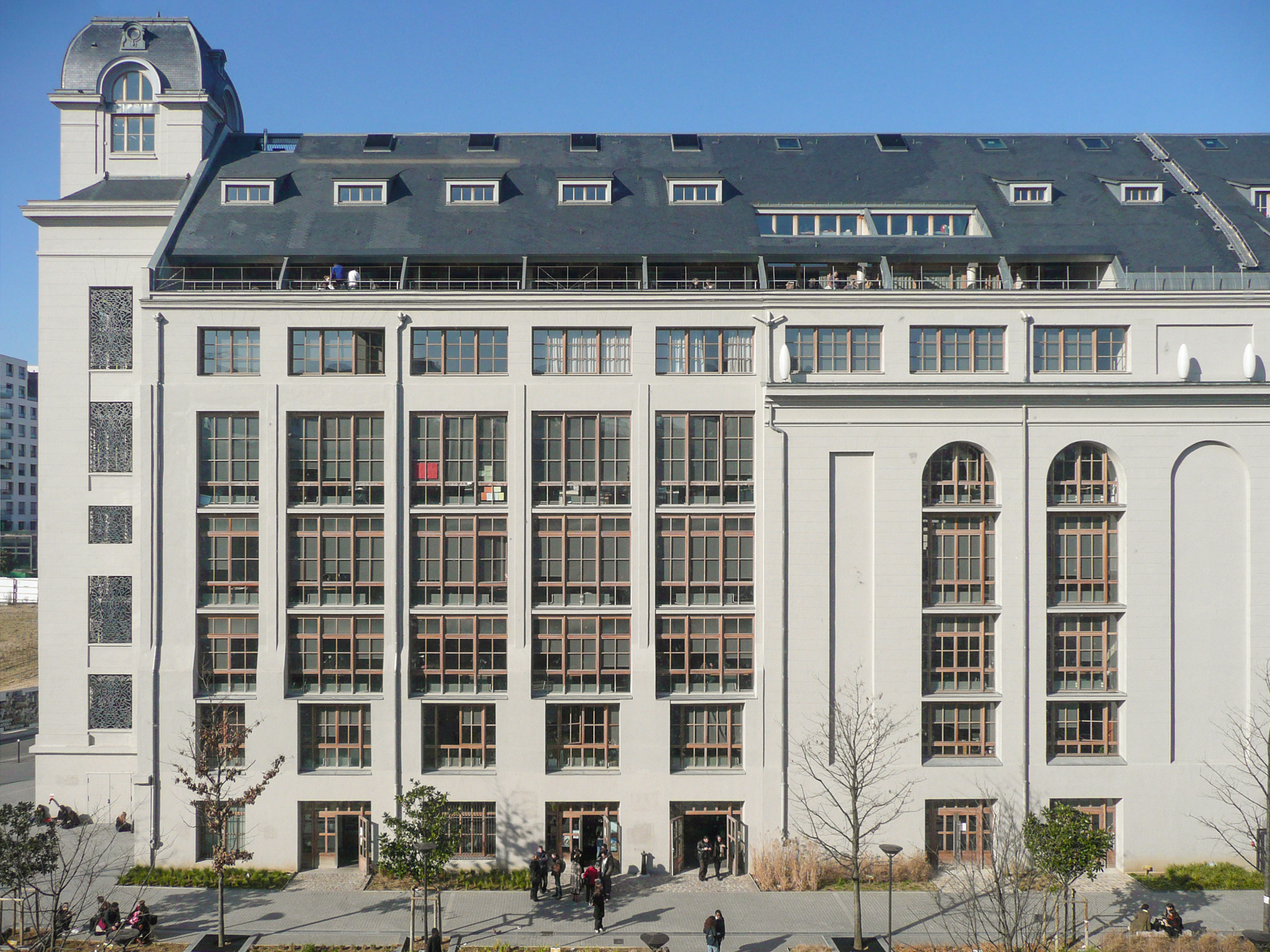
Les Grands Moulins aujourd'hui réhabilités en université.

L'ensemble a été construit par l'architecte Georges Wybo de 1917 à 1921, à l'initiative de Lucien Baumann et d'autres minotiers, des Grands moulins réunis (société constituée en 1916) puis d'Ernest Vilgrain, qui a repris cette société et les Grands Moulins de Paris (entreprise) en 1919. Le moulin moderne a commencé à fonctionner en 1921.
L'activité étant transférée à Gennevilliers et à Verneuil-l'Étang, la minoterie parisienne vieillissante ferme en 1996. Une grande partie des bâtiments annexes dont les silos et entrepôts sont alors détruits mais l'édifice principal de forme quadrilatérale au style néo-classique, ainsi que la plus grande halle de stockage sont conservés. Une partie est endommagée par un incendie en 1997.
Le bâtiment principal a été réhabilité par l'architecte Rudy Ricciotti de 2004 à 2006, afin d'héberger un campus de l'université Paris VII-Denis-Diderot. L'ancienne Halle aux farines, toute proche, a été réhabilitée par l'architecte Nicolas Michelin pour être transformée en bâtiment de cours avec salles de classe et amphithéâtres.

Le bâtiment des Grands Moulins accueille l'administration centrale de l'université Paris VII, l'UFR LCAO (langues et civilisation de l'Asie orientale), l'UFR LAC (lettres, arts et cinéma) et le département LSH (lettres et sciences humaines), ainsi que la Bibliothèque universitaire des Grands Moulins.

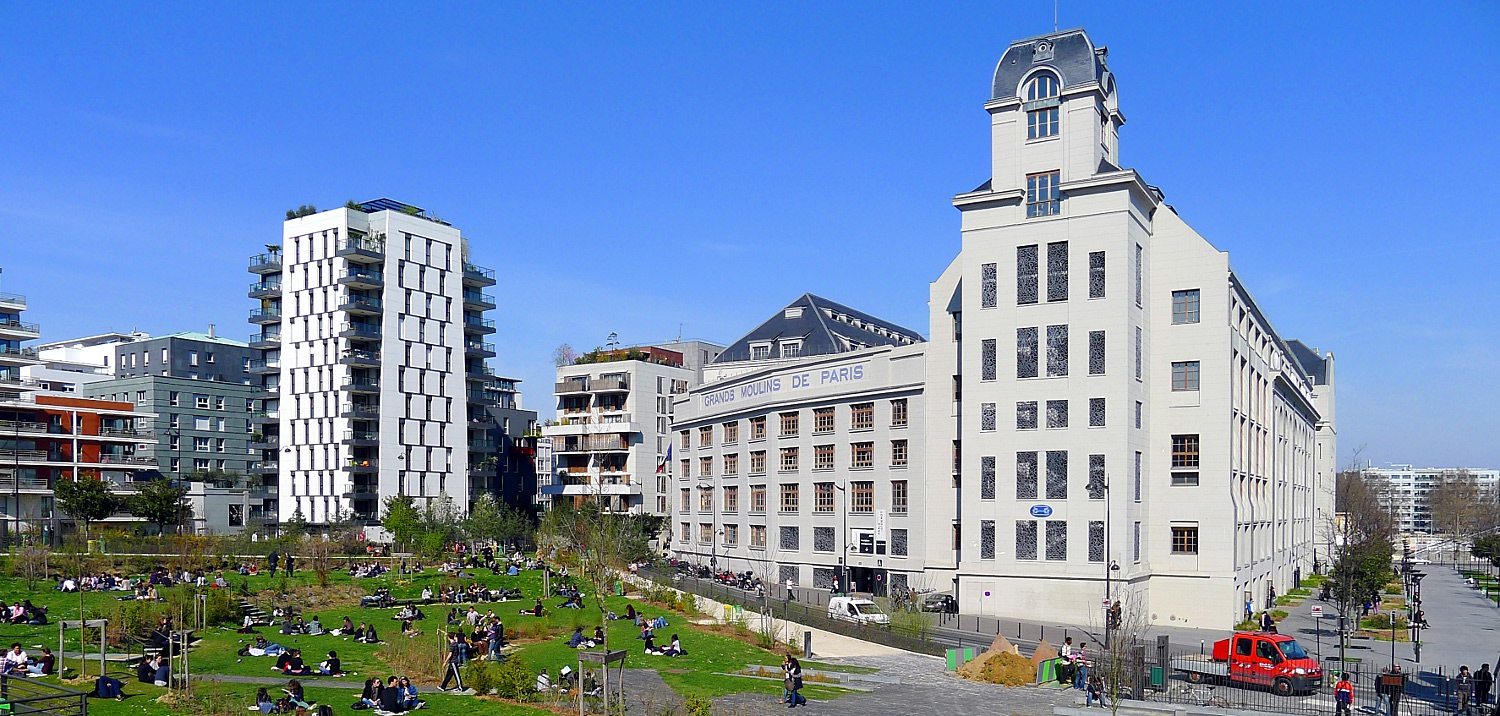
Le nouveau cadre universitaire après transformation (mars 2011).

Cour intérieure du bâtiment

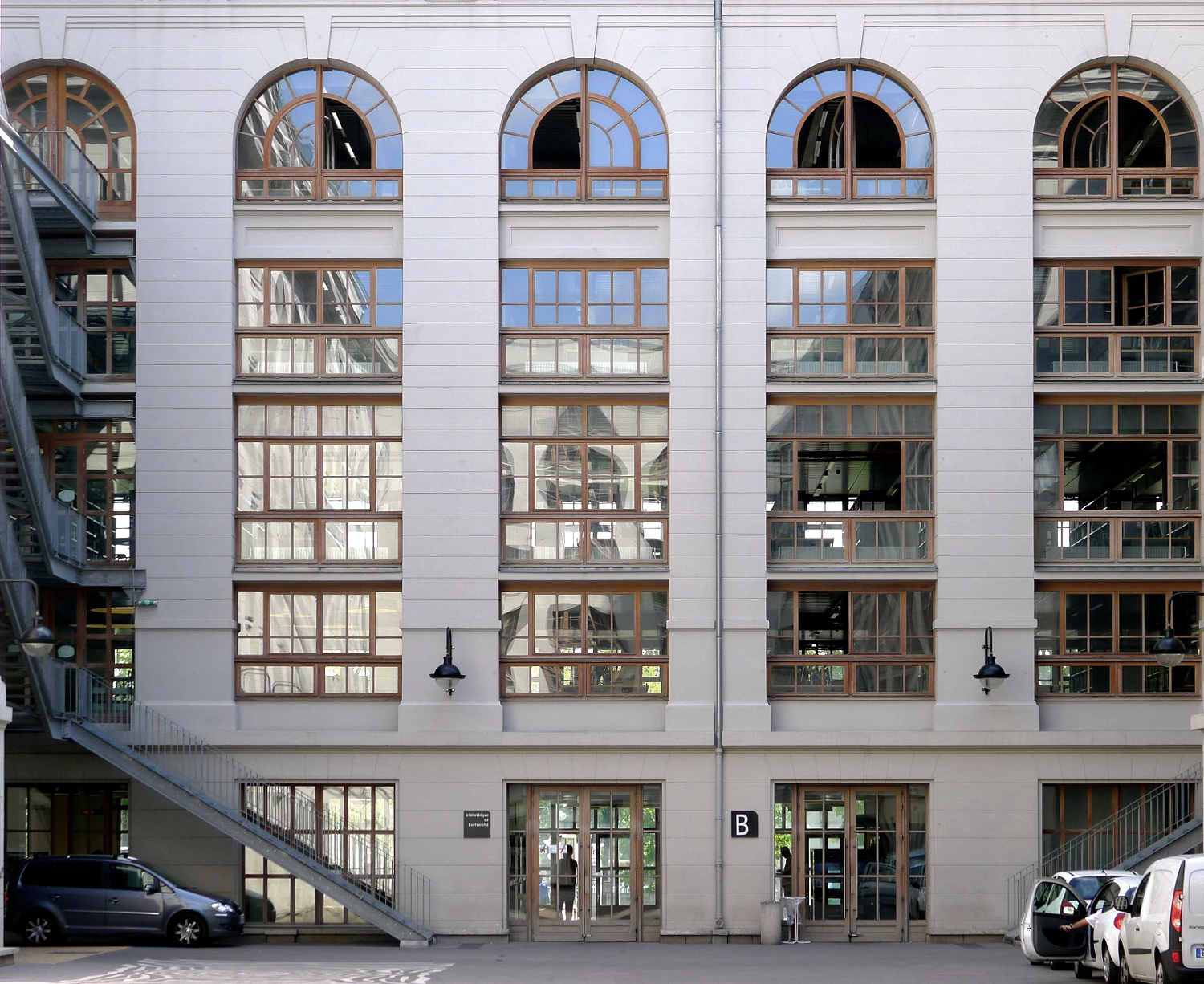
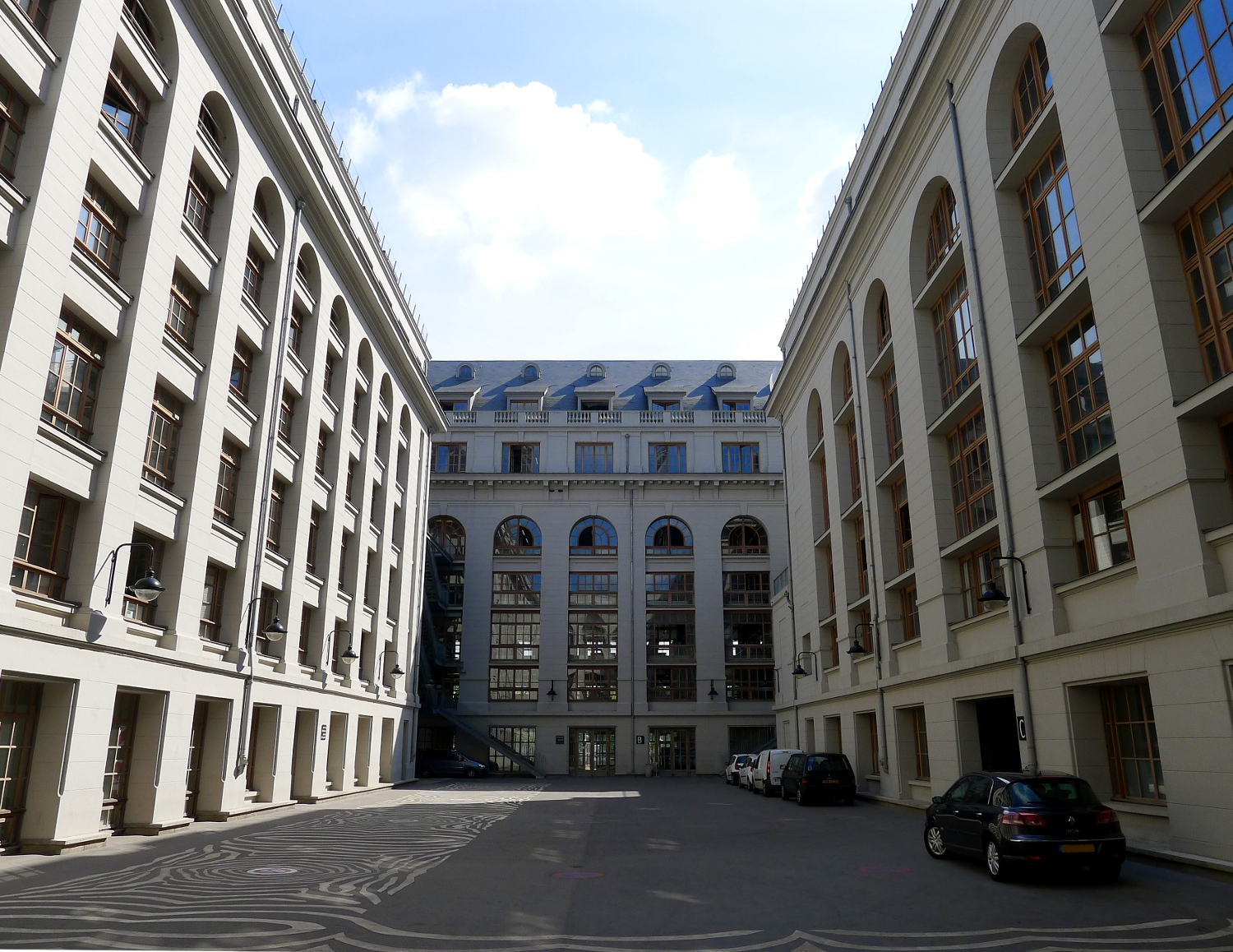

Derrière le bâtiment se trouvent les jardins des Grands-Moulins. 